# جولی (آیووا)
جولی (به انگلیسی: Jolley) شهری در ایالت آیووا کشور ایالات متحده آمریکا است که جمعیت آن در سرشماری سال ۲۰۱۰ میلادی، ۴۱ نفر بوده‌است.